# Mos geometricus
Mos geometricus; lat.: geometrische Methode, auch more geometrico; lat.: auf geometrische Weise ist ein Begriff aus der Philosophie, mit welchem die – vorgebliche – Vorgehensweise der Euklidischen Geometrie als methodisches Ideal der Philosophie bzw. Erkenntnistheorie bezeichnet werden soll. Der lateinische Begriff taucht im 17. Jahrhundert auf. Diese Methode bildet die Grundlage des Rationalismus, wonach die Vernunft über die Kompetenz verfügt, für alles in der Welt eine schlüssige und überzeugende Lösung plausibel entwickeln zu können. Mit diesem Genauigkeitsideal soll alles, was eigentlich nicht ganz exakt formuliert werden kann, so exakt dargestellt werden, wie es die Geometrie streng mathematisch tut.
Der niederländische Philosoph Baruch Spinoza gab seinem 1677 geschriebenen Hauptwerk den lateinischen Titel Ethica, ordine geometrico demonstrata (Ethik, nach geometrischer Methode dargelegt), um damit seine besondere Weise der philosophischen Darstellung und Argumentation zu kennzeichnen.
Großen Eindruck auf die von Hugo Grotius intonierte neue Rechtslehre – Grotius bezog bereits mathematische Abstraktionsgrundsätze ein – übte vornehmlich die Methodenschrift Discours de la méthode von René Descartes aus dem Jahr 1637 aus. Vernunftgebrauch bedeutete bei Descartes, dass die tradierte Metaphysik mit rationalistischen Argumenten zurückgewiesen wird. Die geometrisch-mathematische Methode fand zunehmend in der Jurisprudenz ihren Niederschlag, ausgehend vom Naturrecht der frühen Neuzeit, dem Vernunftrecht. Im Wege der wertungsfreien, rein logischen Deduktion versuchte man aus Axiomen, allgemeinen Prinzipien, die einzelnen Rechtssätze abzuleiten. Hauptvertreter dieser Methode waren Samuel Pufendorf, Christian Wolff und Johann Gottlieb Heineccius. Da die Rechtswissenschaft ihre Erkenntnisse aus dem lebensnahen sozialwissenschaftlichen Kontext bezieht, kehrte man alsbald zur geschichtlichen Jurisprudenz zurück (vgl. insoweit auch Historische Rechtsschule). Im 19. Jahrhundert beeinflusste der mos geometricus schließlich die sogenannte Begriffsjurisprudenz.